# Церква Св. Юрія (Юрівці)

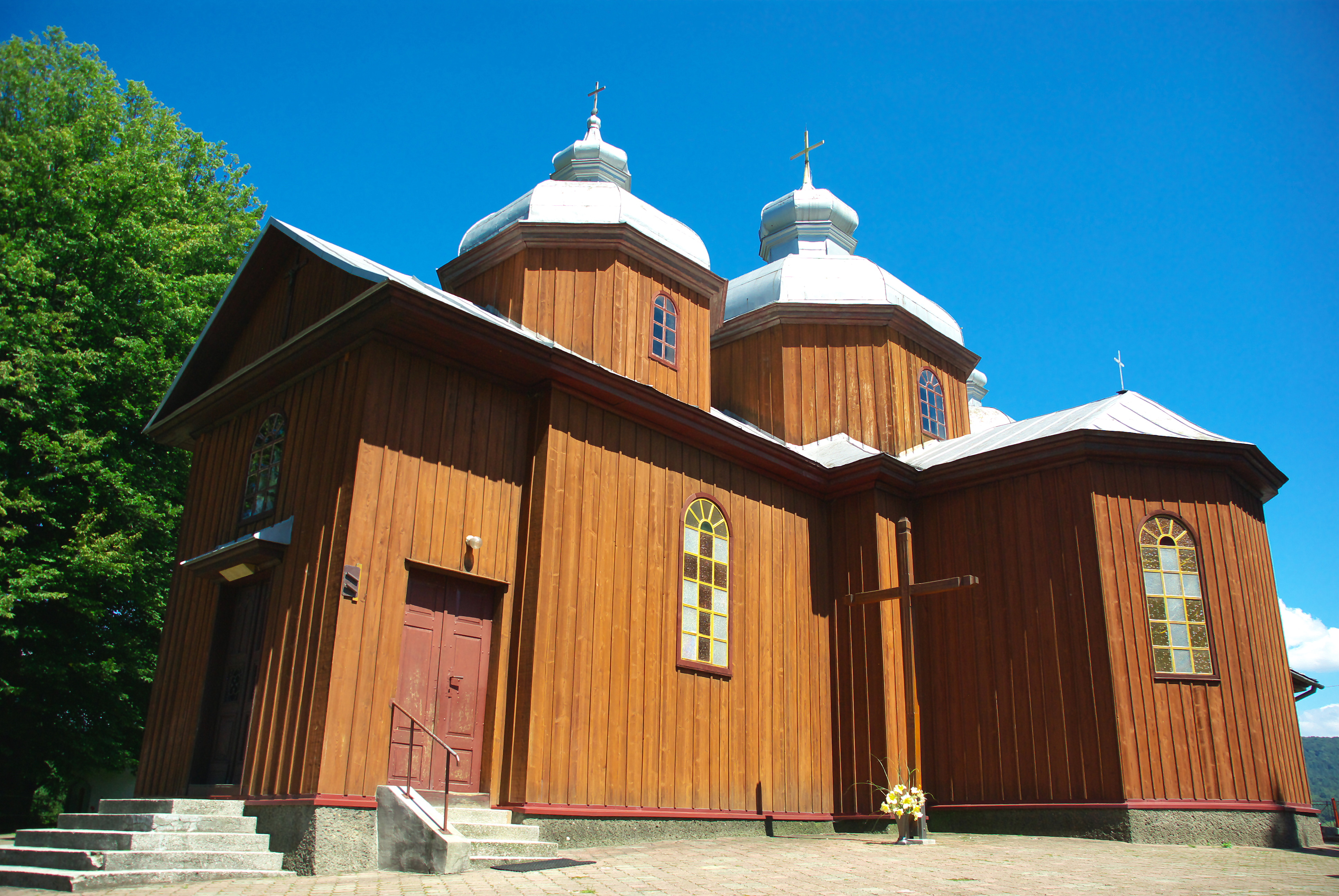
Церква Св. Юрія

Церква Святого Юрія розташована у селі Юрівці гміни Сянок, Сяноцького повіту Підкарпатського воєводства.
Дерев'яну церкву збудували 1873 року. На церковному дворі розміщені плебанія, мурована дзвіниця (1905). До трибанної церкви 1924 року добудували бічні каплиці. Після депортації українців церкву перетворили на філіальний костел РКЦ під посвятою святих Петра і Павла, внаслідок чого було втрачено багате оздоблення, іконостас церкви. Церква внесена до маршруту Шлях дерев'яної архітектури Підкарпатського воєводства.